# 蔣永敬
蔣永敬（1922年5月6日—2018年4月26日），出生於安徽省定遠縣，中華民國歷史學家。

## 生平
蔣永敬早年入私塾，就讀於滁州中學，1942年考入省立安徽師專，1944年相應十萬青年十萬軍，入伍編入二〇七師，赴昆明受訓，1947年復員，申請入東北大學教育學系，畢業後短暫於瀋陽師專任教，因東北局勢吃緊回到部隊，並輾轉到上海。1949年隨著中華民國政府經舟山移居台灣，1957年在國立政治大學教育研究所獲碩士學位。曾經任職於臺灣警備總司令部政工處，經歷中國國民黨海員黨部、中國國民黨中央黨史委員會等單位的職務。1957年8月與李雲漢同赴南投草屯荔園，參與黨史會工作。
進入學術界後，蔣永敬任教於東海大學、輔仁大學、政治大學等學校的歷史學系。1979年擔任政治大學歷史研究所專任教授兼所長。1987年台灣解嚴，之後他時常往來於台海兩岸，熱心參加學術與政治活動。1998年擔任海峽兩岸和平統一促進會副會長（會長是前立法院院長梁肅戎）。
2018年4月26日2时36分，蒋永敬病逝于台北市立万芳医院，享耆壽96岁。

## 主要著作
- 《胡漢民先生年譜稿》
- 《鮑羅廷與武漢政權》
- 《胡志明在中國》
- 《國民黨興衰史》
- 《孫中山與辛亥革命》
- 《孫中山與胡志明》
- 《抗戰史論》
- 《范鴻仙年譜》
- 《九五獨白：一位民國史學者的自述》
- 《多難興邦：胡漢民、汪精衛、蔣介石及國共的分合興衰1925－1936》
- 《蔣介石與毛澤東的談打與決戰》